# Episodi di Grimm (seconda stagione)
La seconda stagione della serie televisiva Grimm è stata trasmessa dal canale televisivo statunitense NBC a partire dal 13 agosto 2012. Dopo la proiezione della dodicesima puntata, la serie e la troupe restarono in pausa per un mese e mezzo, per poi ricominciare a girare tra gennaio e febbraio, con la tredicesima puntata in onda l'8 marzo. Il finale di stagione doveva inizialmente essere trasmesso il 17 maggio 2013, ma è stato mandato in onda il successivo 21 maggio.
In Italia la stagione è stata trasmessa sul canale a pagamento Premium Action dal 1º aprile al 19 agosto 2013.
| nº | Titolo originale         | Titolo italiano            | Prima TV USA      | Prima TV Italia |
| -- | ------------------------ | -------------------------- | ----------------- | --------------- |
| 1  | Bad Teeth                | Denti maligni              | 13 agosto 2012    | 1º aprile 2013  |
| 2  | The Kiss                 | Il bacio                   | 20 agosto 2012    | 1º aprile 2013  |
| 3  | Bad Moon Rising          | Il rito della luna piena   | 27 agosto 2012    | 8 aprile 2013   |
| 4  | Quill                    | Aculei                     | 3 settembre 2012  | 15 aprile 2013  |
| 5  | The Good Shepherd        | Il buon pastore            | 28 settembre 2012 | 22 aprile 2013  |
| 6  | Over My Dead Body        | Sul mio cadavere           | 5 ottobre 2012    | 29 aprile 2013  |
| 7  | The Bottle Imp           | Lo spirito nella bottiglia | 12 ottobre 2012   | 6 maggio 2013   |
| 8  | The Other Side           | L'altra faccia             | 19 ottobre 2012   | 13 maggio 2013  |
| 9  | La Llorona               | La donna che piange        | 26 ottobre 2012   | 20 maggio 2013  |
| 10 | The Hour of Death        | L'ora della morte          | 2 novembre 2012   | 27 maggio 2013  |
| 11 | To Protect and Serve Man | Per proteggere e servire   | 9 novembre 2012   | 3 giugno 2013   |
| 12 | Season of the Hexenbiest | Ossessione                 | 16 novembre 2012  | 10 giugno 2013  |
| 13 | Face Off                 | Faccia a faccia            | 8 marzo 2013      | 17 giugno 2013  |
| 14 | Natural Born Wesen       | Wesen per sempre           | 15 marzo 2013     | 24 giugno 2013  |
| 15 | Mr. Sandman              | Mr. Sandman                | 22 marzo 2013     | 1º luglio 2013  |
| 16 | Nameless                 | Senza nome                 | 29 marzo 2013     | 8 luglio 2013   |
| 17 | One Angry Fuchsbau       | Ricordi                    | 5 aprile 2013     | 15 luglio 2013  |
| 18 | Volcanalis               | Cerchio di fuoco           | 26 aprile 2013    | 22 luglio 2013  |
| 19 | Endangered               | UFO                        | 30 aprile 2013    | 29 luglio 2013  |
| 20 | Kiss of the Muse         | Influenze spirituali       | 7 maggio 2013     | 5 agosto 2013   |
| 21 | The Waking Dead          | Il risveglio               | 14 maggio 2013    | 12 agosto 2013  |
| 22 | Goodnight, Sweet Grimm   | Morte apparente            | 21 maggio 2013    | 19 agosto 2013  |

## Denti maligni
- Titolo originale: Bad Teeth
- Diretto da: Norberto Barba
- Scritto da: Jim Kouf e David Greenwalt

### Trama
Mentre Nick viene aiutato da sua madre a mettere KO Kimura, la polizia arriva a casa sua e, guidata dal Capitano Renard, prende in custodia l'uomo. Rimasto solo con sua madre, Nick prova a capire cosa sia successo in tutti questi anni ma i due vengono interrotti dall'arrivo di Monroe e Rosalee che, dopo aver fatto degli esperimenti sul gatto di Adalind, hanno scoperto quale incantesimo ha fatto a Juliette. Al negozio più tardi, la madre di Adalind chiede a Rosalee gli ingredienti per svegliare Juliette dal coma, mossa che appare molto strana agli occhi della ragazza che, prontamente, avverte Nick dell'accaduto.
L'indomani, Nick viene coinvolto in un caso relativo a degli strani omicidi su una nave da cargo ma, una volta raccolti i dati insieme ad Hank, i detective si trovano costretti a lasciare il caso nelle mani dell'FBI.
Cercando di fidarsi il più possibile di sua madre, Nick la porta nella roulotte dove la donna, ritrovando vecchi ricordi, gli racconta del suo passato e di come dovrà lasciarlo per andare a distruggere le monete. Nick, prima di lasciarla però, le chiede un consiglio per il caso e, viste le immagini, la donna capisce che si tratta di un Mauvais Dentes e decide di aiutarlo.
In quell'istante, Renard scopre tramite Kimura che i Grimm sono due e, preoccupato, avverte le famiglie.
Il Mauvais Dentes intanto, avverte il suo capo di aver individuato il Grimm.
Nick decide di andare a parlare con Kimura che, però, è stato assassinato e, rientrando in auto, riceve la chiamata di uno dei due agenti dell'FBI, catturato dal Mauvais Dentes. Attirato nella sua trappola, Nick si separa da sua madre e, dopo aver ricevuto la chiamata di Monroe che gli dà appuntamento in ospedale entro i prossimi quarantacinque minuti, viene attaccato proprio dal Mauvaie Dentes.
- Novella ispiratrice: La seconda venuta
- Creature: Mauvais Dentes
- Guest star: Jessica Tuck (Catherine), James Frain (Eric Renard), Brian Tee (Akira Kimura), Mike Dopud (Marnassier), Robert Blanche (Serg. Franco), Mary Elizabeth Mastrantonio (Kelly Burkhardt)
- Citazione d'apertura: "The blood-dimmed tide is loosed, and everywhere the ceremony of innocence is drowned..."
"La marea tinta di sangue si allarga e ovunque la cerimonia dell'innocenza viene sommersa..."

## Il bacio
- Titolo originale: The Kiss
- Diretto da: Terrence O'Hara
- Scritto da: Jim Kouf e David Greenwalt

### Trama
Dopo essere stato attaccato dal Mauvais Dent, grazie all'aiuto di sua madre, Nick riesce ad ucciderlo e ad arrivare in tempo in ospedale dove, con l'aiuto di Rosalee e Monroe mette le gocce negli occhi di Juliette per bloccare il processo di rimozione della memoria. Uscito dall'ospedale, Nick chiede a Monroe di portare a casa sua madre in quanto lui deve andare sulla scena di un crimine: quella del Mauvais dent. Una volta arrivato, resosi conto di non avere la pistola, riesce a recuperarla ma, quando scopre che altri agenti dell'FBI hanno preso il caso, decide di sbarazzarsene.
Intanto arrivati a casa, Monroe e Rosalee riescono a convincere Kelly che la loro è un'amicizia vera.
L'indomani, in commissariato Nick, a causa della chiamata che l'agente gli fece prima di morire, viene indagato per l'omicidio e, poco dopo, viene arrestato. Grazie però alle prove riconducenti alla madre e all'assenza della sua vera pistola, viene subito rilasciato.
La madre intanto, si reca a casa di Catherine, la madre di Adalin per scoprire come salvare Juliette ma, qui, scopre solo che a salvarla dovrà essere un Reale in quanto finisce per ucciderla.
A casa, il capitano Renard beve la pozione che Catherine gli ha preparato per salvare Juliette e, dopo tante umiliazioni subite da parte delle anime della pozione, si riprende e si reca in ospedale. Qui, senza farsi vedere da nessuno, entra nella stanza della ragazza e la bacia. Immediatamente, Juliette si risveglia e tutti accorrono per vedere come stia. Nel frattempo arriva anche Nick che, dopo aver consegnato le monete a sua madre e averla lasciata alla stazione, scoperto che Juliette si è svegliata, corre subito da lei: entrato in stanza, Nick bacia Juliette che, però, non lo riconosce.
Kelly intanto, ruba una macchina e se ne va.
- Novella ispiratrice: La bella addormentata
- Creature: Mauvais Dent, Hexenbiest
- Guest star: Jessica Tuck (Catherine), James Frain (Eric Renard), Mike Dopud (Mauvais Dentes), Ryan Sands (agente speciale Lofthouse), Mary Elizabeth Mastrantonio (Donna in nero)
- Citazione d'apertura: "If a man of pure heart were to fall in love with her, that would bring her back to life."
"Se un uomo puro di cuore dovesse innamorarsi di lei, potrà riportarla in vita"

## Il rito della luna piena
- Titolo originale: Bad Moon Rising
- Diretto da: David Solomon
- Scritto da: Richard Hatem

### Trama
In ospedale le cose non migliorano e Nick allora, decide di portare con sé Monroe che, con sua sorpresa, scopre che Juliette si ricorda di lui molto bene.
Hank, visti i suoi incubi, decide di rivolgersi ad una psicologa che, però, non riesce a calmarlo.
Tornato in commissariato, riceve la visita di un suo vecchio amico, Jarold Kampfer, che, sconvolto, gli chiede aiuto per ritrovare sua figlia Carly. Nick, ascoltando le dichiarazioni dell'uomo, scopre che in realtà non è del tutto umano e, dopo aver consultato i suoi libri con l'aiuto anche di Monroe, scopre che si tratta di un Coyotl e che, probabilmente, sua figlia è stata rapita dal branco per portare a termine un brutale rituale. Tornato in commissariato, Nick riesce a rimanere solo con Jarold il quale, saputo cosa fosse Nick, gli racconta la storia della sua vita e, in quel momento, gli viene in mente che forse sua figlia è stata rapita da suo cognato, Hayden Walker. Sulle tracce dell'uomo, Nick ed Hank finiscono a casa sua dove trovano solo delle carcasse di animali e un volantino con una casa in pignoramento. I due detective insieme a Jarold si recano alla vecchia casa dove però, uno degli uomini di Hayden li ha avvertiti del loro arrivo. Costretti ad interrompere i preparativi al rituale, Hayden e i suoi uomini si preparano ad accogliere Nick ed Hank. Una volta arrivati però, Jarold decide di scendere dall'auto e di cercare personalmente sua figlia. Seguito da Hank, quest'ultimo informa Nick che gli uomini sapevano del loro arrivo e Nick, vedendo uno strano movimento della corda nel pozzo, si avvicina e riesce a trovare Carly. Hayden e i suoi, tenendo in ostaggio Jarold, aprono il fuoco su Carly, Nick ed Hank che corrono a ripararsi. Non appena Carly si accorge che Nick è un Grimm, mostra la sua vera identità ed Hank rimane nuovamente sconvolto. Questa volta però, Nick lo rassicura e, spiegandogli le cose più importanti, riesce a far capire all'amico che non è pazzo. Con il suo appoggio, Nick riesce ad arrestare tutti gli uomini di Hayden e a salvare Carly.
Mentre scrive il rapporto del caso, Hank si rende conto che in realtà Jarold e Carly sono sempre gli stessi e, confessandolo a Nick, si accorge di aver vissuto il giorno più bello della sua vita e finalmente si convince della sua sanità mentale.
Juliette può uscire dall'ospedale ma, portata a casa da Nick, ancora non ricorda niente della loro vita insieme.
- Novella ispiratrice: La vecchia nel bosco
- Creature: Coyotl
- Guest star: Mark Pellegrino (Jarold Kempfer), John Pyper-Ferguson (Hayden Walker), Maddie Hasson (Carly Kempfer)
- Citazione d'apertura: "Then she began to weep bitterly, and said, 'What can a poor girl like me do now?'"
"Poi si mise a piangere amaramente e disse: Che può fare una povera ragazza come me, adesso?"

## Aculei
- Titolo originale: Quill
- Diretto da: David Straiton
- Scritto da: David Simkins

### Trama
Dopo aver scoperto tutta la verità riguardo alle strane creature che vede e, soprattutto su Nick, Hank è più tranquillo sul lavoro e, soprattutto, è sempre più curioso.
Occupandosi di un nuovo caso, Nick si sente molto più a suo agio con il compagno potendogli raccontare la verità e, insieme, capiscono che lo strano incidente che ha visto coinvolti il signor Stanton e Ryan Gilko riguarda "gli strani casi" di cui si occupa Nick. Cercando nei suoi libri, Nick scopre che la morte del signor Stanton è stata causata da una sorta di peste che colpisce gli esseri sovrannaturali e, per sicurezza, chiede conferma anche a Monroe che, messo al corrente di Hank, rimane molto sorpreso.
Monroe intanto, dopo aver cercato di rassicurare Juliette sulla natura della sua relazione con Nick, decide di invitare Rosalee ad un picnic durante il quale però, vengono interrotti da Gilko, gravemente malato. Tornati in negozio, grazie alla chiamata di Nick, Monroe si accorge che Rosalee è stata infettata e, su sue direttive, riesce a preparare un antidoto.
Nick ed Hank catturano Gilko e lo portano da Monroe che riesce a curarlo mentre Nick, accortosi che Rosalee è fuggita, la segue e riesce a riportarla indietro.
Il capitano Renard riceve una chiamata da un membro della famiglia che lo informa che hanno mandato un altro uomo ad uccidere Nick. L'uomo infatti, lo sta seguendo e, mentre in negozio Rosalee si riprende, lui è lì, a spiarli.
A casa, Juliette cerca di ricordare qualcosa che la riconduca a Nick e, così, decide di invitare Bud il quale, parlando, si lascia sfuggire che Nick è un Grimm e, pur tentando di coprire la realtà, lascia in Juliette un grosso dubbio.
- Novella ispiratrice: I messaggeri della morte
- Creature: Stangebär, Nuckelavee
- Guest star: Sharon Sachs (Dott.ssa Harper), Kevin Shinick (Ryan Gilko), Danny Bruno (Bud), Robert Blanche (Serg. Franco)
- Citazione d'apertura: "Death stood behind him, and said: 'Follow me, the hour of your departure from this world has come.'"
"La morte stava dietro di lui, e disse: Seguimi, l'ora della tua dipartita da questo mondo è giunta"

## Il buon pastore
- Titolo originale: The Good Shepherd
- Diretto da: Steven DePaul
- Scritto da: Dan E. Fesman

### Trama
Il reverendo Calvin si reca in centrale da Nick ed Hank per denunciare il furto di alcuni fondi della Chiesa e, su tutti, incolpa Norman, un membro della sua parrocchia. Indagando però, Hank e Nick scoprono che Norman in realtà è stato ucciso e, recandosi di nuovo da Calvin scoprono che in realtà è un blutbad come Monroe e che la sua congregazione è formata da Seelenguter, cosa che sconvolge Monroe, reso partecipe del caso. Indagando, e grazie l'aiuto proprio di Monroe, Nick scopre che probabilmente anche Megan, l'amante di Calvin, è immischiata nella truffa e, a confermare ciò, la donna compie un passo falso una volta tornata in parrocchia: qui infatti, la donna accusa pubblicamente Calvin che, scoperto, viene attaccato da tutti i parrocchiani che ora vogliono uccidere anche Monroe, repentinamente messo in salvo dall'arrivo di Nick ed Hank.
Nick intanto, affronta e uccide Hargrund, l'uomo, andato a finirlo e a rubare la chiave.
Juliette cerca con tutte le sue forze di ricordarsi di Nick, ma, pur non riuscendo, capisce che è meglio averlo intorno.
- Novella ispiratrice: Il lupo vestito da pecora
- Creature: Seelenguter, Blutbaden
- Guest star: Jonathan Scarfe (reverendo Calvin), Kristina Anapau (Megan Marston), Danny Bruno (Bud), Jeanine Jackson (Paula)
- Citazione d'apertura: "Dressed in the skin, the Wolf strolled into the pasture with the Sheep. Soon a little Lamb was following him about and was quickly led away to slaughter."
"Indossata la pelle, il lupo trotterellava nel pascolo con le pecore. Presto un agnellino lo seguì e fu condotto in fretta via al macello"

## Sul mio cadavere
- Titolo originale: Over My Dead Body
- Diretto da: Rob Bailey
- Scritto da: Spiro Skentzos

### Trama
Angelina viene assoldata da due tipi per uccidere Monroe. Angelina, Monroe, Nick ed Hank collaborano per scoprire chi siano le persone che vogliono Monroe morto; Angelina scopre che lo vogliono uccidere solo per mandare un messaggio a Nick in quanto essere amico di un Grimm non va bene. Monroe insieme agli altri decide di scoprire chi lo vuole morto e decide di provocarsi una morte apparente. Angelina consegna il cadavere mentre Nick e Hank sono nascosti li vicino. Nel frattempo arriva una donna misteriosa che dà l'ordine di pagare Angelina. In quel momento però Angelina rianima Monroe e viene ferita gravemente. La donna misteriosa fugge e gli altri due vengono uccisi. Angelina muore e Monroe la seppellisce. 
- Novella ispiratrice: Le tre foglie della serpe
- Creature: Königschlange
- Guest star: Jaime Ray Newman (Angelina Lasser), Alice Evans (Mia), Matt Gerald (Arbok)
- Citazione d'apertura: "Whilst he thus gazed before him, he saw a snake creep out of a corner of the vault and approach the dead body."
"Mentr'egli così guardava innanzi a sé vide un serpente strisciare da un angolo della cripta e avvicinarsi al cadavere"

## Lo spirito nella bottiglia
- Titolo originale: The Bottle Imp
- Diretto da: Darnell Martin
- Scritto da: Alan DiFiore

### Trama
Nick sogna che Juliette si ricorda tutto, ma il suo sogno viene interrotto dal telefonino che squilla. Un padre e la bambina mentre sono in viaggio si fermano in un distributore di benzina per mettere benzina e rigonfiare una gomma, il benzinaio viene ucciso. Nick e Hank credono che il padre abbia rapito la bambina dopo aver scoperto che la madre è in ospedale dopo essere stata picchiata dal marito. Il padre della bambina costruisce un bunker in una foresta, per l'esattezza sottoterra, dove i due si nascondono. Nick scopre dove si nascondono e corrono subito nel posto per salvare la bambina, Trovano la bambina ma il padre no. La bambina viene ospitata in una casa aspettando che la madre guarisca e possa accudire la bambina. Nick intanto viene informato che all'ospedale il marito è andato dalla moglie per dirle che la loro figlia è scomparsa. La madre e il padre dicono a Nick che non è stato il marito a ferirla ma sua figlia perché la trasformazione in wesen è iniziata prima del previsto. Nick corre subito nella casa dove la bambina viene ospitata; chiama un'ambulanza per il proprietario della casa per curarlo dalla ferita causata dalla bambina, la prende e viene portata in centrale dove una wesen della sua stesse specie anche lei femmina, dice a Nick che verrà portata in un carcere minorile e lei stessa controllerà la bambina e le bloccherà gli impulsi.
- Novella ispiratrice: Lo spirito nella bottiglia
- Creature: Drang-Zorn
- Guest star: Josh Stewart (Bill Granger), Claire Coffee (Adalind Schade), Jade Pettyjohn (April Granger)
- Citazione d'apertura: "'Let me out, let me out,' the spirit cried. And the boy, thinking no evil, drew the cork out of the bottle."
"Lasciami uscire, lasciami uscire, gridò di nuovo lo spirito. E lo studente che non pensava a nulla di male, tolse il tappo alla bottiglia."

## L'altra faccia
- Titolo originale: The Other Side
- Diretto da: Eric Laneuville
- Scritto da: William Bigelow

### Trama
Un gruppo di ragazzi partecipa a un decathlon scolastico. Successivamente uno di loro, Brandon, viene aggredito da un Wessen ed ucciso. Nick e Juliette partecipano ad una serata di gala dove viene premiato il capitano Renard. Alla fine della premiazione Hank e Nick vengono chiamati ed iniziano ad indagare sul caso citato a inizio puntata. Nel contempo il capitano Renard accompagna a casa Juliette; dopo averla lasciata inizia a sentire gli effetti dell'incantesimo del risveglio e in un impeto di rabbia colpisce un passante. Nick ed Hank, dopo aver parlato gli amici del defunto, incontrano il coach che, turbato per l'accaduto, rivela la sua natura di Lowen, incuneando il sospetto nei due detective. Non avendo prove certe in mano il capitano esorta il nostro protagonista e il suo collega ad andarci piano con il coach per non distruggere la sua carriera. In un'altra parte del mondo, Austria, Adalind cerca di entrare nelle grazie del fratello di Sean Renard, Eric, parlandogli di suo fratello e di Nick. Contemporaneamente due degli studenti amici della vittima, Jenny e Pierce, si danno appuntamento alle scalinate del campo da football per darsi manforte in quella sgradevole situazione. La ragazza è la prima ad arrivare e dopo pochi istanti viene aggredita e uccisa dal Wesen "cattivo" di inizio puntata. Nick e Hank giungono sulla scena e trovano vicino al corpo della vittima l'orologio di Pierce, portandoli a pensare che quest'ultimo sia un Lowen e sia responsabile dei due delitti. Arrivati a casa del ragazzo lo torchiano per spingerlo a rivelare la sua vera natura. L'espediente funziona, ma sia Pierce che la madre rivelano una natura Wessen a prima vista mansueta facendo desistere i nostri investigatori. Dopo aver cercato nei libri Grimm di Nick si scopre che il sospettato e la madre appartengono alla famiglia dei Geni Innocui, Wesen intelligenti e compassionevoli. I sospetti dei due detective tornano ad orientarsi sul coach però una volta giunti alla sua abitazione trovano un bagno di sangue e il cadavere del coach dilaniato da poco. Chiamati da Pierce a casa sua i due detective apprendono dalla madre che il figlio è per metà Genio Innocuo e per metà Lowen a causa di alterazione sul suo patrimonio genetico operato dalla madre prima della sua nascita. Dopo una breve crisi esistenziale e un tentato suicidio Pierce viene arrestato per triplice omicidio. Nel corso della puntata vediamo il capitano Sean Renard recarsi al negozio di Rosalee in cerca di una cura per la sua attrazione per Juliette causata dalla magia. Monroe gli spiega che senza entrambe le vittime del maleficio non può esserci una cura definitiva solo un blando palliativo per i sintomi fisici ma non per quelli emotivi.
- Storia : Le avventure di Pinocchio. Storia di un burattino
- Creature: Genio Innocuo
- Guest star: Claire Coffee (Adalind Schade), James Frain (Eric Renard), Mary Page Keller (Dott.ssa Higgins), Logan Miller (Pierce Higgins), Michael Grant Terry (Ryan Smulson), Titus Makin Jr. (Brandon Kingston), Robert Blanche (Serg. Franco)
- Citazione d'apertura: "I thought of making myself a beautiful wooden marionette. It must be wonderful, one that can dance, fence and turn somersaults."
"Ho pensato di fabbricarmi un bel burattino di legno. Dev'essere meraviglioso, che sappia ballare, tirar di scherma e fare capriole."

## La donna che piange
- Titolo originale: La Llorona
- Diretto da: Holly Dale
- Scritto da: Akela Cooper

### Trama
È la vigilia di Ognissanti quando Louis Alvarez e suo figlio Rafael vanno a pescare in riva a un fiume, dove una donna vestita di bianco si immerge nelle acque. Sospettando si tratti di un suicidio il sig. Alvarez si tuffa per salvarla, tentativo che si rivela inutile in quanto la donna scompare, salvo poi ricomparire a riva dove rapisce il figlio del suo soccorritore. La necessità di un interprete per la lingua spagnola porta Juliette a collaborare con la polizia. Una sensitiva del quartiere del bambino rapito confida ai detective che il colpevole potrebbe essere la Llorona. Dal Nuovo Messico arriva la detective Valentina Espinosa, la quale indaga su tutti i casi in cui è stato coinvolto lo spettro. Dopo aver trovato un nesso logico nei rapimenti grazie all'aiuto della nuova collega viene rapita una seconda bambina. Durante le indagini il capitano Renard fa arrestare la detective Espinosa, sospesa dal servizio tre anni prima perché ossessionata dal caso, in quanto il figlio di sua sorella è stato preso dalla Llorona mentre era con lei. Viene rapito anche il terzo bambino. Nick e Hank, affiancati dalla ex-detective, iniziano una corsa contro il tempo per raggiungere il luogo dove la donna che piange annegherà i bambini. Arrivati sul luogo Nick ha uno scontro subacqueo con lo spettro infanticida, il quale scompare nelle profondità del fiume scoccata la mezzanotte. I bambini tornano sani e salvi dalle rispettive famiglie. Nel contempo Juliette ha un turbamento interiore a causa dei sentimenti innaturali per il capitano Renard e per le parole dell'anziana sensitiva sulle scelte. Monroe festeggia Halloween e mostra il suo vero volto a dei bambini dispettosi spaventandoli a morte.
- Novella ispiratrice: La Llorona
- Creature: Balam, Ghost, Llorona
- Guest star: Kate del Castillo (Valentina Espinosa), Angela Alvarado Rosa (La donna), David Barrera (Luis), Bertila Damas (Pilar), Michael Grant Terry (Ryan Smulson), Robert Blanche (Serg. Franco)
- Citazione d'apertura: "On many a dark night people would see her walking along the riverbank and crying for her children."
"In molte notti buie la gente poteva vederla, camminare lungo la riva del fiume e piangere per i suoi figli."

## L'ora della morte
- Titolo originale: The Hour of Death
- Diretto da: Peter Werner
- Scritto da: Sean Calder

### Trama
Due Criminali, entrambi Wessen, vengono uccisi brutalmente dopo aver confessato i loro crimini e sul luogo viene trovata un grande G insanguinata contenente un teschio. La comunità di Wesen è in preda al panico. Nick indaga e grazia a Monroe scopre che il metodo del colpevole appartiene è tipico di un Grimm molto spietato. Sarà così? Intanto il capitano Renard cerca di offrire un po' di conforto a Juliette.
- Novella ispiratrice: Incubi per i bambini
- Creature: Lebensauger
- Guest star: Michael Grant Terry (Ryan Smulson), Michael Maize (Adrian Zayne), Robert Blanche (Serg. Franco), Danny Bruno (Bud)
- Citazione d'apertura: "And branded upon the beast, the mark of his kin. For none shall live whom they have seen."
"E marchiato sulla bestia, il segno della sua stirpe. Poiché nessuno che da loro è stato visto, resterà in vita."

## Per proteggere e servire
- Titolo originale: To Protect and Serve Man
- Diretto da: Omar Madha
- Scritto da: Dan E. Fesman

### Trama
Da quando Hank che è venuto a sapere della doppia vita di Grimm di Nik ha iniziato a riflettere su un arresto compiuto all'inizio della sua carriera in merito a un uomo che affermava di essersi difeso da un mostro. L'uomo è adesso in attesa della pena di morte e Hank pensa che forse c'è la possibilità che sia innocente. Dopo varie indagini Nick ad Hank scoprono che l'uomo era davvero innocente e che in realtà l'uomo che aveva ucciso era un wesen cannibale: un Wendigo. Inoltre il fratello Wendigo è ancora libero e non ho smesso di seguire la sua "alimentazione"; Nick ad Hank lo affrontano e dopo uno scontro riescono a dimostrare l'innocenza dell'uomo in prigione prima che la condanna venga eseguita.
Monroe intanto si ritrova coinvolto in una situazione che non aveva previsto quando riceve la visita del capitano Renard che gli chiede aiuto per liberarsi da "un'ossessione".
- Novella ispiratrice: Il Wendigo
- Creature: Wendigo
- Guest star: Jason Gedrick (Craig Wendell Ferren), Lisa Vidal (Lauren Castro), Jamie McShane (Johnny Kreski)
- Citazione d'apertura: "The beast was simply the Call of the Wild personified... which some natures hear to their own destruction."
"Quella bestia era la personificazione del richiamo della foresta, quello che molte anime seguono, fino alla propria distruzione."

## Ossessione
- Titolo originale: Season of the Hexenbiest
- Diretto da: Karen Gaviola
- Scritto da: Jim Kouf (soggetto); Jim Kouf e David Greenwalt (sceneggiatura)

### Trama
Adalind ritorna a farsi viva per vendicare la morte di sua madre. L'ossessione del capitano Renard per Juliette diventa sempre più pericolosa. Monroe intanto, riceve una visita a sorpresa.
- Novella ispiratrice: I musicanti di Brema
- Creature: Zauberbiest
- Citazione d'apertura: "Oh! There is a terrible witch in that house who spewed her poison over me and scratched me with her long fingernails."
"Oh! C'è una strega terribile in quella casa che ha sputato il suo veleno su di me e mi ha graffiato con le sue lunghe unghie."

## Faccia a faccia
- Titolo originale: Face Off
- Diretto da: Terrence O'Hara
- Scritto da: Jim Kouf e David Greenwalt

### Trama
In seguito alla scoperta fatta da Nick, tra lui e Renard si crea una forte tensione. L'attrazione tra Juliette e Renard raggiunge dei livelli decisamente pericolosi.
- Novella ispiratrice:
- Creature: Sharfblicke, Zauberbiest
- Citazione d'apertura: "The will to conquer is the first condition of victory."
"La volontà di conquista è la prima condizione per la vittoria"

## Wesen per sempre
- Titolo originale: Natural born Wesen
- Diretto da: Michael Watkins
- Scritto da: Thomas Ian Griffith e Mary Page Keller

### Trama
Il codice d'onore Wesen viene messo in discussione quando Nick, Hank e Monroe scoprono una serie di rapine in banca dove Wesen hanno usato la loro vera natura come travestimento. Rosalee, per diritto di successione di famiglia, può entrare in contatto con il Consiglio dei Wesen denuncia la cosa e lo stesso consiglio manda un sicario a eliminare i due rapinatori prima che diventino un pericolo per la società. Juliette è tormentata da flebili ricordi che la spingono a interrogarsi sulla sua salute mentale.
- Novella ispiratrice:
- Creature: Blutbad, Skalengek
- Guest star: Callard Harris (Cole Pritchard), Lili Mirojnick (Krystal Fletcher), Robert Blanche (Serg. Franco)
- Citazione d'apertura: "So the animals debated how they might drive the robbers out, and at last settled on an idea."
"Allora gli animali tennero consiglio su come cacciare i briganti, e alla fine trovarono il sistema."

## Mr. Sandman
- Titolo originale: Mr. Sandman
- Diretto da: Norberto Barba
- Scritto da: Alan DiFiore

### Trama
Nick e Hank indagano sulla misteriosa e subitanea cecità che ha colpito una donna causando la sua morte e scoprono che il colpevole è un Wesen mosca che si nutre delle lacrime delle sue vittime causandone la perdita della vista. Nel corso delle indagini che viene colpito dai parassiti del Wesen e viene temporaneamente accecato ma questo gli fa amplificare gli altri sensi permettendogli di sconfiggere lo Jinnamuru Xunte prima che faccia una nuova vittima e successivamente recuperare la vista. 
Adalind sta riflettendo sulla realtà della sua nuova situazione. Juliette continua a lavorare con Rosalee per combattere la sua amnesia.
- Novella ispiratrice:
- Creature: Jinnamuru Xunte
- Guest star: Kieren Hutchison (Andre), Sharon Sachs (Dott.ssa Harper), Jenny Wade (Casey), Megan Henning (Molly Fisk)
- Citazione d'apertura: "Now we've got eyes - eyes - a beautiful pair of children's eyes," he whispered.
"Adesso sì che abbiamo occhi, un bel paio di occhi di bambino, sussurrò."

## Senza nome
- Titolo originale: Nameless
- Diretto da: Charles Haid
- Scritto da: Akela Cooper

### Trama
Alla festa di una società di videogame in un ufficio, viene bruscamente commesso un brutale omicidio. La vittima è uno dei tre programmatori del nuovo gioco; Nick si trova a battagliare un nuovo nemico che usa Internet. L'unico indizio che ha è il nickname dell'assassino: Nameless. Dopo aver ucciso il secondo programmatore Nick e Hank scoprono che il colpevole è un Wesen con la passione per gli enigmi e grazie a ciò riescono a impedirgli di uccidere il terzo programmatore. Purtroppo non riescono a catturalo perché quest'ultimo si butta giù da un palazzo prima di essere arrestato.
Le misteriose allucinazioni di Juliette cominciano finalmente ad avere un senso, quelli che credeva essere fantasmi sono in realtà frammenti della sua memoria.
- Novella ispiratrice: La figlia del mugnaio
- Creature: Fuchsteufelwild
- Guest star: Eric Lange (Dominick Spinner), Camille Chen (Jenna Marshall)
- Citazione d'apertura: "Then he seized his left foot with both hands in such a fury that he split in two."
"Poi con entrambe le mani afferrò il piede sinistro con tale ira che egli si spezzò in due."

## Ricordi
- Titolo originale: One Angry Fuchsbau
- Diretto da: Terrence O'Hara
- Scritto da: Richard Hatem

### Trama
Rosalee chiede aiuto a Hank, Nick e Monroe per fermare un avvocato difensore che sta usando i suoi poteri per far scagionare il suo cliente da un caso di omicidio in cui è colpevole.
Nel frattempo, Juliette convince Monroe a portarla alla sua roulotte dove viene invasa dai ricordi.
- Novella ispiratrice:
- Creature: Ziegevolk
- Guest star: James Frain (Eric Renard), Lisa Vidal (Proc. Dist. Lauren Castro), Brian T. Finney (Barry Kellogg), Bertila Damas (Pilar), Danny Bruno (Bud)
- Citazione d'apertura: "He sang a sweet song in tones so full and soft that no human ear could resist them, nor fathom their origin..."
"Cantava una canzone con voce 'sì piena e dolce che nessun orecchio umano poteva resistergli, o comprenderne le origini."

## Cerchio di fuoco
- Titolo originale: Volcanalis
- Diretto da: David Grossman
- Scritto da: Jim Kouf e David Greenwalt

### Trama
Nick si ritrova a combattere contro un nuovo nemico: un Volcanalis, un Wesen che sembra discendere dal cuore di un vulcano. Nel tentativo di impedire al vulcano di sommergere la città di lava Nick, Hank, Rosalee e Monroe uniscono la scienza e la chimica magica per intrappolare il Volcanalis e eliminarlo per sempre.
Intanto Adalind incontra un nuovo e potente alleato in Europa. Juliette ha bisogno di aiuto per via degli effetti collaterali della sua convalescenza.
- Novella ispiratrice:
- Creature: Volcanalis, Taureus armenta
- Guest star: Shohreh Aghdashloo (Stefania Vaduva Popescu), Bertila Damas (Pilar), Gill Gayle (Marcus Hemmings), Danny Bruno (Bud)
- Citazione d'apertura: "The Demon came home, and he declared that the air was not clear. 'I smell the flesh of man.'"
"Il Demone tornò a casa e dichiarò che l'aria non era limpida. "Sento l'odore della carne umana".

## UFO
- Titolo originale: Endangered
- Diretto da: David Straiton
- Scritto da: Spiro Skentzos

### Trama
Nick è costretto a valutare l'esistenza di extraterrestri in relazione a un caso riguardante mutilazioni di animali e avvistamenti di esseri luminosi. Durante le indagini incontra un esperto di UFO che sa più di quanto sembri. I presunti "extraterrestri" avvistati non sono altro che Glühenvolk, una rara specie di Wesen sull'orlo dell'estinzione a causa della luminescenza della loro pelle. Nick, Monroe e Rosalee scoprendo che in realtà i Glühenvolk sono in una coppia in procinto di avere un bambino che sta scappando da un cacciatore interessato alla loro pelle. 
Juliette comincia a ricordare i suoi sentimenti per Nick.
- Novella ispiratrice:
- Creature: Glühenvolk, Raub-Kondor
- Guest star: Eric Tiede (Vincent), Erin Way (Jocelyn), Sharon Sachs (Dott.ssa Harper)
- Citazione d'apertura: "They'll kill you, and I'll be here in the woods all alone and abandoned."
"Loro ti uccideranno e io sarò qui nei boschi, tutto solo e abbandonato"

## Influenze spirituali
- Titolo originale: Kiss of the Muse
- Diretto da: Tawnia McKiernan
- Scritto da: Sean Calder

### Trama
Nick indaga su un omicidio ai danni di uno scrittore in cui colpevole sembra un pittore ossessionato dalla sua ex, fidanzata dello scrittore. La giovane si rivela essere una Musai, in grado di influenzare le persone a cui si avvicina, a volte con risultati positivi, altri invece terrificanti. Purtroppo anche Nick viene incantato dalla Wesen e i suoi amici devono fermarlo prima che commetta anche lui una sciocchezza a causa dell'incantesimo nel quale è caduto.
Juliette organizza una cena romantica per Nick ma le cose non vanno come previsto. Solo il suo amore per Nick riuscirà a liberarlo dall'incantesimo della Musai.
- Novella ispiratrice:
- Creature: Luisant-Pêcheur, Musai
- Guest star: Nora Zehetner (Khloe Sedgwick), Brian Gant (Anton Cole)
- Citazione d'apertura: "Tell me O' Muse, from whatsoever source you may know them."
"Deh, parte almen di sì ammirande cose narra anco a noi, oh Musa" "Dimmi Oh Musa, da qualunque fonte tu possa conoscerli."

## Il risveglio
- Titolo originale: The Waking Dead
- Diretto da: Steven DePaul
- Scritto da: Jim Kouf e David Greenwalt

### Trama
Nick e Hank si trovano di fronte a un apparente caso di vittime che tornano in vita dall'aldilà. Le persone apparentemente molte tornano in vita come degli zombi e dopo varie ricerche Nick e scopre che il colpevole è un Cracher-Mortel, un particolare Wesen pesce-palla che dopo aver spruzzato le vittime con il suo veleno portandole in uno stato di morte è capace di farle tornare in vita e controllarle come degli zombi.
Adalind si trova in mezzo a una faida tra Frau Pech e Stefania.
Juliette è determinata a riappropriarsi di ogni singolo ricordo e chiede a Monroe di parlarle del segreto di Nick. 
- Novella ispiratrice:
- Creature: Cracher-Mortel
- Guest star: Shohreh Aghdashloo (Stefania Vaduva Popescu), James Frain (Eric Renard), Reg E. Cathey (Il Barone), Danny Bruno (Bud), Sharon Sachs (Dott.ssa Harper), Christian Lagadec (Sebastien), Robert Blanche (Serg. Franco)
- Citazione d'apertura: "Papa Ghede is a handsom fellow in his hat and coat of black. Papa Ghede is going to the palace! He'll eat and drink when he gets back!"
"Papà Ghedè è un bel signore col cilindro e la marsina nera. Papà Ghedè sta andando a palazzo! Vorrà bere e mangiare quando tornerà stasera."

## Morte apparente
- Titolo originale: Goodnight, Sweet Grimm
- Diretto da: Norberto Barba
- Scritto da: Jim Kouf e David Greenwalt

### Trama
Proprio quando sembra che le cose siano tornate alla normalità con Juliette, Nick viene chiamato a indagare su una serie di aggressioni sparse per tutta la città. Si rivolge a Monroe e Rosalee per combattere la nuova ondata di "non-morti" che ha invaso Portland.
Renard intanto informa Nick che suo fratello Eric è in città per affari di famiglia.
- Novella ispiratrice:
- Creature: Cracher-Mortel
- Guest star: Shohreh Aghdashloo (Stefania Vaduva Popescu), James Frain (Eric Renard), Reg E. Cathey (Il Barone), Christian Lagadec (Sebastien)
- Citazione d'apertura: "And flights of angels sing thee to thy rest."
"E voli d'angelo t'accompagnino cantando al tuo riposo"